# Hanne Bramness
Hanne Bramness (Oslo, 3 de abril de 1959) es una escritora, editora y traductora noruega que ha incursionado en la poesía, debutando con su primer poemario en 1983 titulado Korrespondanse a través de Gyldendal Norsk Forlag. Ganadora del Premio Dobloug en 2006, Bramness está casada con el escritor Lars Amund Vaage y reside en Sunde i Sunnhordland.

## Obras
- Den ukjente (poesía, Cappelen Damm, 2015).
- Dikt i utvalg: 1982-2010 (poesía, Cappelen Damm, 2013).
- Vekta av lyset (poesía, Cappelen Damm, 2012).
- Vaage.Ti lesninger i Lars Amund Vaages forfatterskap (Red.). (Artikler, Oktober, 2012).
- Stemmer i andre hus (poesía, Cappelen Damm, 2011).
- Uten film i kameraet (poesía, Cappelen Damm, 2010).
- Det står ulver i din drøm (poesía, Cappelen Damm, 2008).
- Salt på øyet (poesía, Cappelen, 2006).
- Dikt fra fengselet (red.). (Antologi, Cappelen, 2004).
- Puteboken, japanske kjærlighetsdikt (Ungdomsbok, Cappelen, 2004).
- Lynettes reise (literatura infantil, Cappelen, 2003).
- Regnet i Buenos Aires (poesía, Cappelen, 2002).
- Anne Michael: Gruvedammen (traducción/reescritura, Solum, 2001).
- Trollmåne (poesía, Cappelen, 2001).
- Kamala Das: Tørketid (traducción/reescritura, Cappelen, 2000).
- Kysset (Noveller, Cappelen, 1999).
- Mirida Alt Altik: Froskens sanger (traducción/reescritura, Cappelen, 1999).
- Mina Loy: Engelsk kjøter. (traducción/reescritura, Cappelen, 1998).
- Akiko Yosano: Det brennende hjertet (traducción/reescritura, Cappelen, 1997).
- Revolusjonselegier (poesía, Cappelen, 1996).
- Kremmyke bryst (Dikt av kinesiske kvinner).. (traducción/reescritura, Cappelen, 1996).
- Appelsintreet (Japanske kjærlighetsdikt for ungdom).. (traducción/reescritura, Cappelen, 1995).
- William Blake: Himmel og Helvete (medf).. (traducción/reescritura, 1993).
- Nattens kontinent (poesía, Cappelen, 1992).
- The Sailor Does Not See the North. (poesía, 1988).
- The Poems of Dagny Juel Przybyszewska. (traducción/reescritura, 1988).
- Denise Levertov: Med åpen munn. (traducción/reescritura, Oktober, 1988).
- I sin tid. (Roman, Gyldendal, 1986).
- Korrespondanse (poesía, Gyldendal, 1983).
- Urgent Wave (poesía, 1983).
- Impulse Tests. (poesía, 1982).
- Slow Climb (poesía, 1982).